# La telaraña (telenovela)
La telaraña es una telenovela mexicana grabada en blanco y negro que se transmitió por uno de los canales de Telesistema Mexicano (hoy Televisa) en 1961. Protagonizada por Rafael Llamas Olaran, Angelines Fernández y Paz Villegas en el lado antagónico.

## Elenco
- Rafael Llamas Olaran
- Angelines Fernández
- Paz Villegas
- Roberto Cañedo
- Francisco Jambrina